# Poudrière de Vergeroux
La poudrière est situé à Vergeroux, en France.

## Historique
Le bâtiment est inscrit au titre des monuments historiques par arrêté du 2 octobre 2015. L'arrêté de classement du 22 juin 2023 se substitue à l'arrêté d'inscription.